# واجراسانا

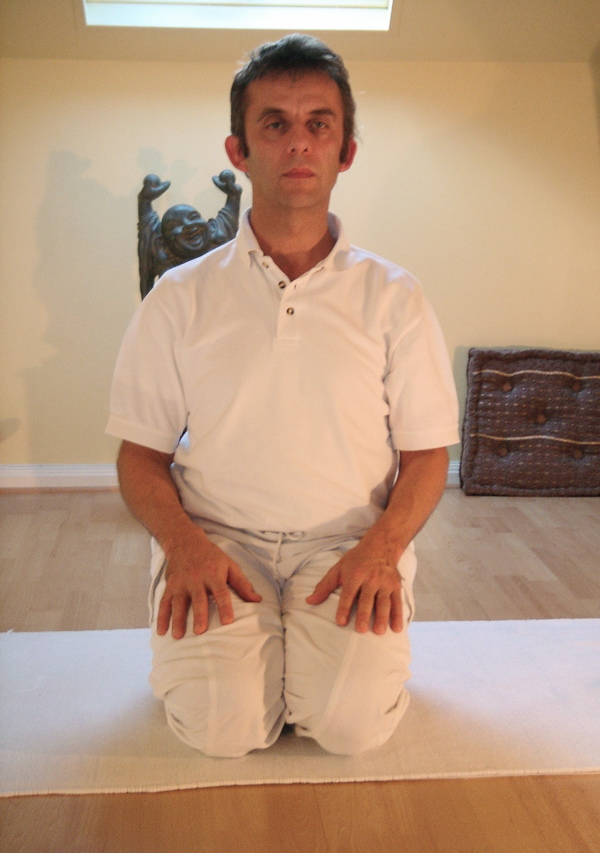
واجراسانا

Vajrasana (سانسکریت: वज्रासन) وَجراسانا یک آسانای زانو زده در هاتا یوگا و یوگای مدرن به عنوان ورزش است.

## ریشه‌شناسی و ریشه‌ها

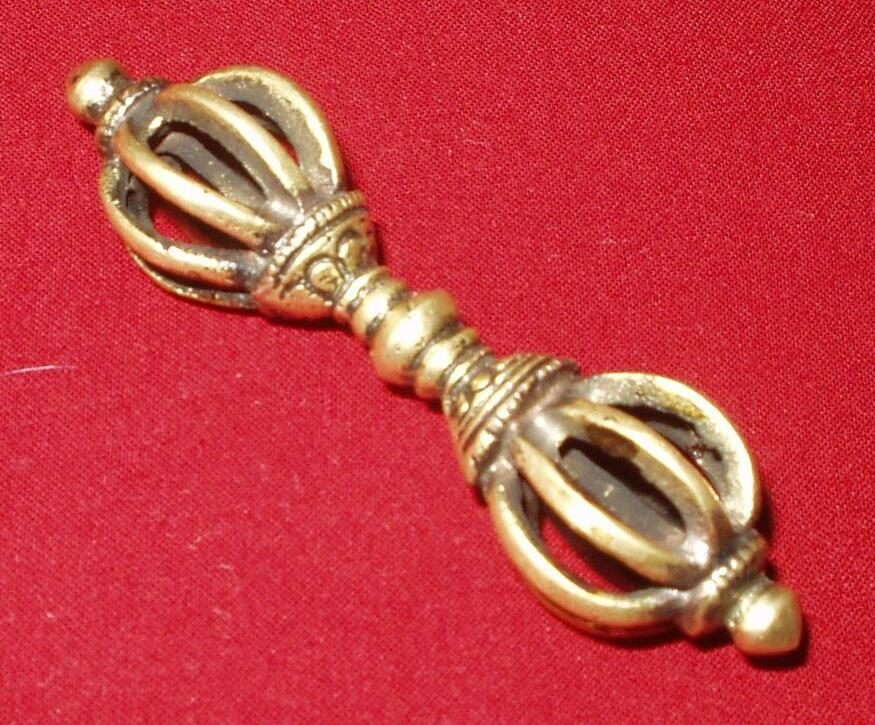
واجرای تبتی

نام (Vajrasana) از کلمه سانسکریت vajra گرفته شده‌است، سلاحی به نام «صاعقه» است.

## شرح
روی پاشنه‌ها نشسته و ساق پاها زیر ران‌ها و کنار هم قرار دارند. کف پاها رو به سقف و کف دست راست روی زانوی راست و کف دست چپ روی زانوی چپ قرار گرفته و سر راست و پشت راست است.